# Mamer
Mamer é uma comuna do Luxemburgo, pertence ao distrito de Luxemburgo e ao cantão de Capellen.

## Demografia
Dados do censo de 15 de fevereiro de 2001:
- população total: 6.753
  - homens: 3.366
  - mulheres: 3.387

- densidade: 245,21 hab./km²
- distribuição por nacionalidade:

| Nacionalidade  | População | %      |
| -------------- | --------- | ------ |
| luxemburgueses | 3.713     | 54,98% |
| estrangeiros   | 3.040     | 45,02% |
| - portugueses  | 546       | 8,09%  |
| - franceses    | 435       | 6,44%  |
| - italianos    | 438       | 6,49%  |
| - belgas       | 484       | 7,17%  |
| - alemães      | 243       | 3,60%  |
| - iuguslavos   | 48        | 0,71%  |
| - outros       | 846       | 12,53% |

- Crescimento populacional:

| Ano        | População |
| ---------- | --------- |
| 15/02/2001 | 6.753     |
| 01/01/2002 | 6.767     |
| 01/01/2003 | 6.783     |
| 01/01/2004 | 6.729     |
| 01/01/2005 | 6.823     |